# Чемпионат СССР по дзюдо 1990
17-й Чемпионат СССР по дзюдо прошёл в Киеве 26-28 января 1990 года.

## Медалисты
| Весовая категория           | Золото                     | Серебро                      | Бронза                                              |
| --------------------------- | -------------------------- | ---------------------------- | --------------------------------------------------- |
| Наилегчайший вес (до 60 кг) | Ибрагим Бахаев Грозный     | Каха Курасбедиани Тбилиси    | Руслан Гамзатов Махачкала Асланбек Гучетль Майкоп   |
| Полулёгкий вес (до 65 кг)   | Гурам Модебадзе Тбилиси    | Вячеслав Шишкин Челябинск    | Сергей Аширов Павлодар Али Хамхоев Алма-Ата         |
| Лёгкий вес (до 71 кг)       | Георгий Тенадзе Тбилиси    | Магомедбек Алиев Махачкала   | Леонид Бедарев Челябинск Бато Джикури Тбилиси       |
| Полусредний вес (до 78 кг)  | Рашид Ибрагимов Махачкала  | Башир Вараев Грозный         | Руслан Мазаев Грозный Кайрат Мысыкбаев Алма-Ата     |
| Средний вес (до 86 кг)      | Александр Сивцев Курск     | Валерий Юданов Киев          | Виталий Будюкин Москва Владимир Шестаков Пермь      |
| Полутяжёлый вес (до 95 кг)  | Коба Куртанидзе Тбилиси    | Гиви Гаургашвили Челябинск   | Евгений Печуров Коломна Вадим Войнов Рига           |
| Тяжёлый вес (свыше 95 кг)   | Сергей Косоротов Куйбышев  | Валериан Парунашвили Тбилиси | Давид Хахалейшвили Кутаиси Юрий Меерович Сумы       |
| Абсолютная категория        | Заза Добрундашвили Тбилиси | Сергей Попов Волгоград       | Давид Хахалейшвили Кутаиси Геннадий Ярёменко Одесса |